# Christian al VIII-lea al Danemarcei
Christian al VIII-lea (Christian Frederik), (n. 18 septembrie 1786, Copenhaga, amtul Copenhaga⁠(d), Danemarca – d. 20 ianuarie 1848, Copenhaga, amtul Copenhaga⁠(d), Danemarca), rege al Danemarcei 1839-48 și, rege al Norvegiei 1814 sub numele Christian Frederick, a fost fiul cel mare al Prințului Frederick al Danemarcei și Norvegiei și a soției lui, Frederica de Mecklenburg-Schwerin.

## Prima căsătorie
S-a căsătorit la Ludwigslust la 21 iunie 1806 cu verișoara sa Charlotte Frederica de Mecklenburg-Schwerin de care a divorțat în 1810. Soția sa era fiica lui Friedrich Franz I, Mare Duce de Mecklenburg-Schwerin și a Prințesei Louise de Saxa-Gotha-Altenburg. Singurul copil supraviețuitor din acest mariaj a fost Prințul Frederick.

## Rege al Norvegiei

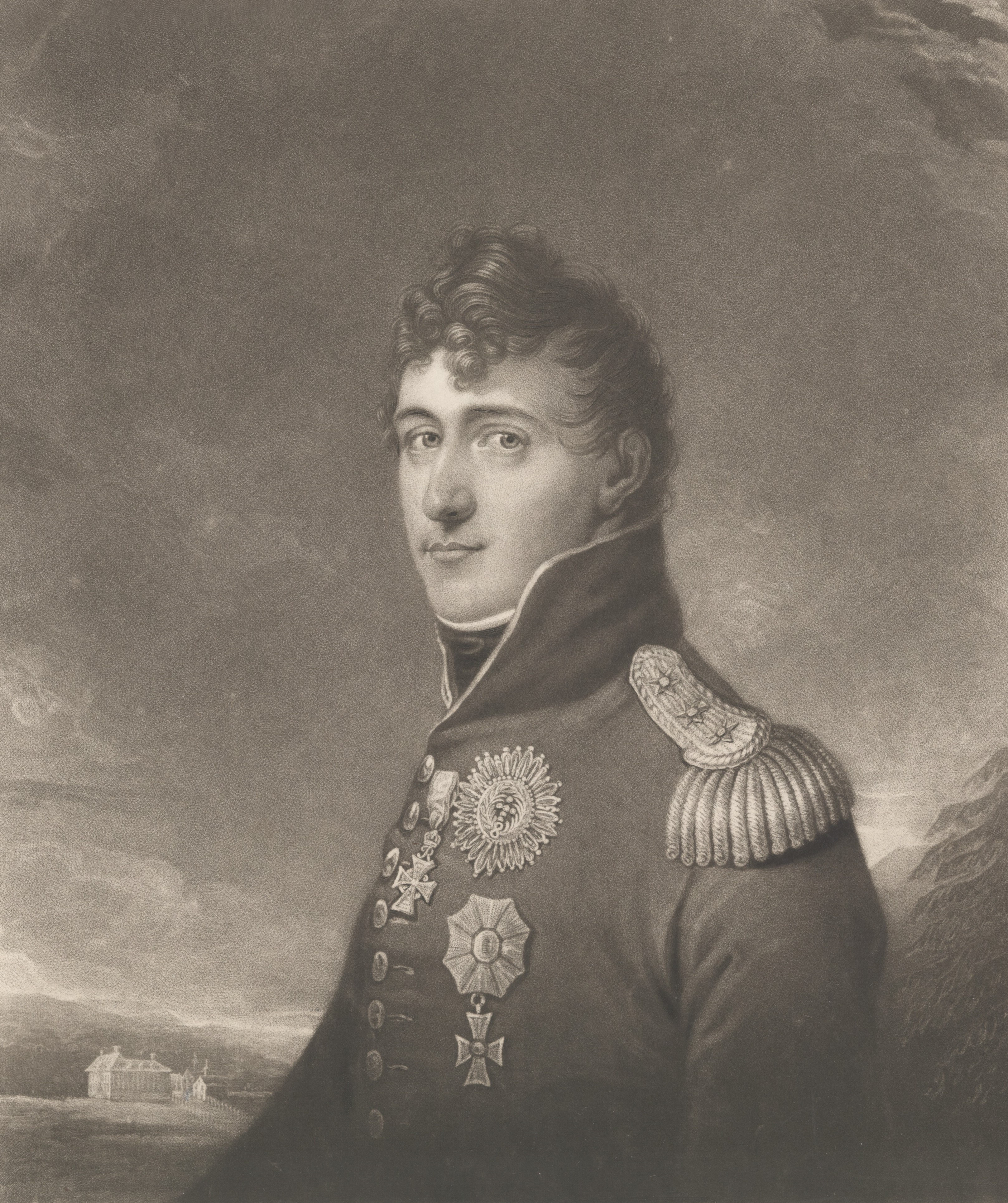
Prințul Christian Frederik

În mai 1813 fiind moștenitorul prezumptiv al Danemarcei-Norvegiei a fost trimis ca stattholder (reprezentantul cel mai înalt al regelui danez în teritoriile sale) în Norvegia pentru a promova loialitatea norvegienilor față de monarhie, care fusese zdruncinată de rezultatele dezastruoase ale regelui Frederick al VI-lea. Christian a făcut tot ce-a depins de el pentru consolidarea relațiilor dintre Norvegia și casa regală a Danemarcei. Eforturile sale s-au opus partidului suedez, care dorea o dinastie unită cu Suedia, și s-a plasat în fruntea partidului norvegian de independență; după Tratatul de la Kiel, regele a fost forțat să cedeze Norvegia regelui Suediei. Christian a fost ales regent al Norvegiei de Ansamblul notabilităților la 16 februarie 1814. 
Alegerea a fost confirmată de Adunarea Constituantă a Norvegiei convocată la Eidsvoll la 10 aprilie; la 17 mai s-a semnat constituția iar Christian a fost ales unanim rege al Norvegiei, sub numele de Christian Frederick.
Christian a încercat să atragă interesul marilor puteri asupra cauzei Norvegiei însă nu a avut succes. Fiind presat de comisarii puterilor aliate în legătură cu uniunea dintre Norvegia și Suedia în conformitate cu termenii Tratatului de la Kiel, și întoarcerea în Danemarca, el a replicat că fiind rege constituțional nu poate face nimic fără acordul parlamentului, care nu poate fi convocat până nu se suspendă ostilitățile din partea Suediei.
Suedia a refuzat condițiile lui Christian și a urmat o scurtă campanie în care armata norvegiană a fost învinsă de forțele suedeze ale Prințului Carol. Scurtul război a fost în cele din urmă încheiat de Convenția de la Moss la 14 august 1814. Potrivit acestui tratat, regele Christian Frederick a transferat puterea executivă Parlamentului apoi a abdicat și s-a întors în Danemarca. Parlamentul la rândul său a adoptat amendamentele constituționale necesare pentru a permite uniunea cu Suedia și, la 4 noiembrie carol al XIII-lea al Suediei a devenit rege al Norvegiei.

## Rege al Danemarcei

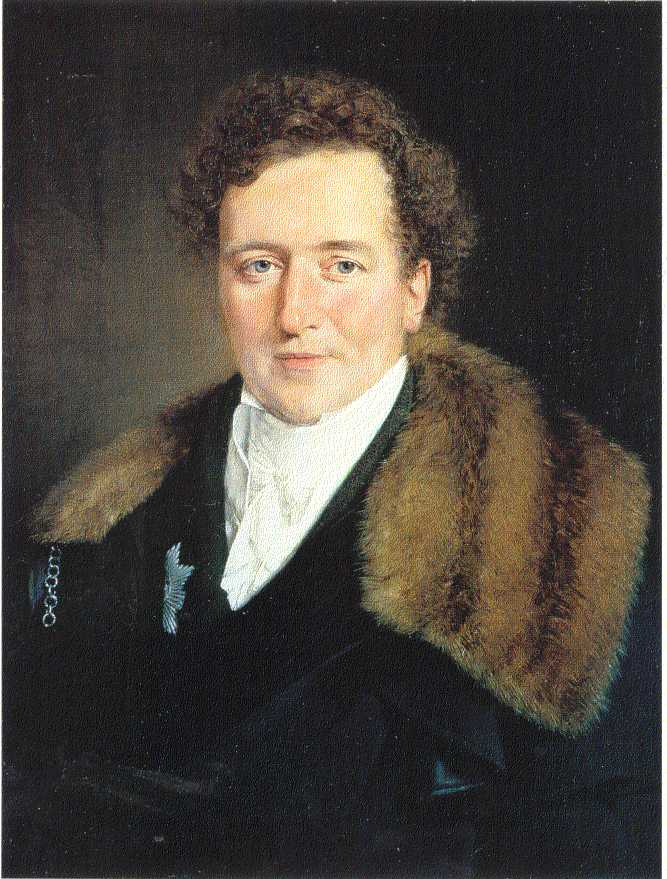
Christian al VIII-lea al Danemarcei

Din acel moment, principiile democratice suspecte ale lui Christian l-au facut persona ingratissima la toate curțile reacționare europene, inclusiv la propria sa curte. El și cea de-a doua soție, Prințesa Caroline Amalie de Schleswig-Holstein-Sonderburg-Augustenburg (fiica lui Louise Augusta a Danemarcei, singura soră a lui Frederick al VI-lea), cu care s-a căsătorit la Schloss Augustenburg la 22 mai 1815, au trăit retrași. 
Până în 1831 bătrânul rege Frederick nu i-a acordat loc în consiliul de stat. La 13 decembrie 1839 a urcat pe tronul Danemarcei sub numele de Christian al VIII-lea. Partidul liberal a avut mari speranțe de la "dătătorul constituției" însă el și-a dezamăgit admiratorii respingând fiecare proiect liberal. Reforma administrativă a fost singura reformă pe care a promis-o. Atitudinea sa a fost ezitantă și până în 1846 nu a sprijinit clar ideea că Schleswig este o zonă daneză.
Unii istorici și biografi consideră totuși că regele Christian a dăruit Danemarcei o constituție liberă care a avut o viață destul de lungă. Regele Christian al VIII-lea a continuat patronajul astronomiei al predecesorului său, oferind medalii de aur pentru descoperirea de comete și sprijinind financiar pe Heinrich Christian Schumacher cu publicarea jurnalului științific Astronomische Nachrichten.
Văzând că singurul său fiu, viitorul Frederick al VII-lea nu putea avea moștenitori a început aranjamentele pentru a asigura succesiunea în Danemarca. Viitorul Christian al IX-lea a fost ales prinț ereditar în mod oficial prin legea adoptată la 31 iulie 1853, după un tratat internațional efectuat la Londra.
A murit de septicemie la Palatul Amalienborg în 1848 și a fost înmormântat la Catedrala Roskilde.